# Swolna (sielsowiet Wałyncy)
Swolna (hist. Swołna biał. Свольна, ros. Свольно, Swolno) – wieś na Białorusi, w obwodzie witebskim, w rejonie wierchniedźwińskim, w sielsowiecie Wołyńce.

## Geografia
Leży 18 km na wschód od Wierchniedźwińska, na brzegu rzeki Swolna. Znajduje się tu mijanka i przystanek kolejowy (do 2021 stacja kolejowa) Swolna, położona na linii Bigosów – Połock.

## Historia
W XIX w. Swołna znajdowała się w powiecie drysieńskim guberni witebskiej. Były to dobra w gminie Tobołki, liczące w 1861 r. 121 dusz rewizyjnych. Kolejno należały do: Szypiłłów, skarbnika orszańskiego Jana Skornia,  Józefa Korsaka oraz do Czerskich, którzy ok. 1835 r. sprzedali je Józefowi i Marii z Rudominów Szczytom. Następnie przeszły w ręce ich syna, Józefa, przynależąc do dóbr Tobołki.
3 maja?/15 maja 1845 w tutejszym majątku urodził się Jan Czerski.